# Jacopo Bellini
Jacopo Bellini (sau Iacopo Bellini) (c. 1400 - c. 1470) a fost pictor italian, unul dintre fondatorii stilului renascentist al picturii venețiene, părintele unei adevărate dinastii de pictori, dintre care menționăm pe fiii săi Giovanni Bellini și Gentile Bellini și ginerele său Andrea Mantegna căsătorit cu fiica sa Nicolosia.

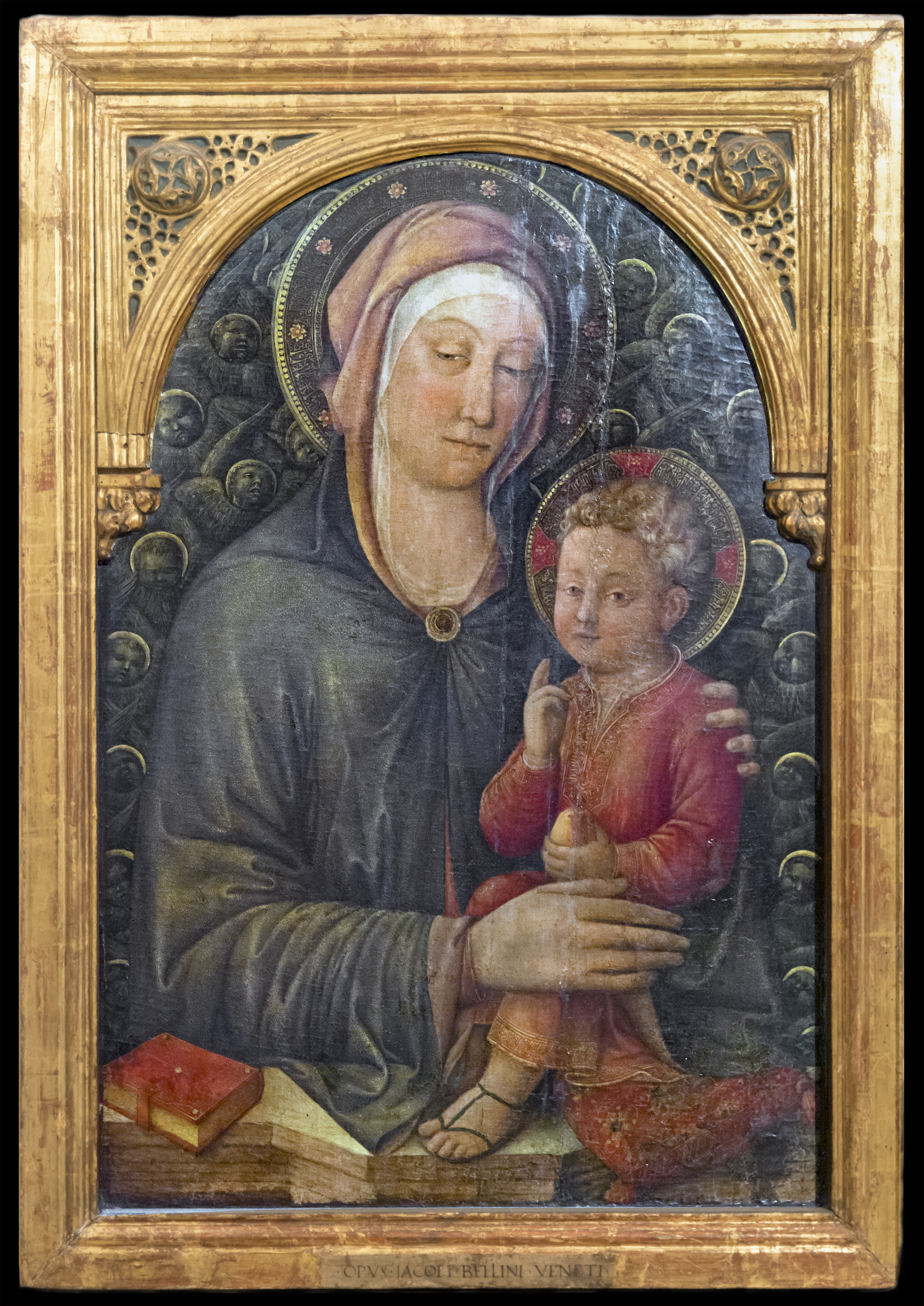
Madonna şi Pruncul
(c. 1455), tempera pe lemn,
Gallerie dell'Accademia, Veneția.

## Biografie
Jocopo Bellini a fost fiul unui zugrav și s-a născut și a murit la Veneția. Profesia de pictor și-a desfășurat-o în cea mai mare parte a vieții lui în orașul natal, decorând construcții civile și biserici. A trăit la Florența în perioada 1423 - 1425, unde a a avut mult de învățat de la cursurile pe care le-a urmat în atelierul maestrului Gentile da Fabriano, cel care a fundamentat pentru prima oară stilul gotic. A lucrat în Florența și Padova împreună cu maestrul său și în anul 1436 definitivează lucrarea „Răstignirea” pentru soborul din Veneția. Această operă în care se spune că Bellini s-a dovedit un brav discipol al lui Fabriano, din păcate, nu s-a păstrat până în zilele noastre. În anul 1441, Bellini câștigă concursul local organizat pentru obținerea dreptului de a face portretul marchizului Leonello d'Este, în detrimentul principalului contracandidat, marele maestru al epocii sale Pisanello.
La revenirea sa în Veneția, Bellini pune bazele unui nou stil renanscentist în arta venețiană. Își deschide un atelier de pictură unde lucrează cu fii săi după anul 1450. A rămas în istoria artei faptul că în cea mai mare măsură, datorită lui Bellini, Carpaccio, Giorgione și Tițian, secolul al XVI-lea a rămas în istoria artei italiene sub numele de „Perioada venețiană”.
Cea mai mare parte dintre picturile lui Jacopo Bellini, nu s-au păstrat până astăzi. Din puținele lucrări care au supraviețuit se poate deduce faptul că maestrul a combinat într-un mod, absolut, fericit elementele gotice cu noul stil renanscentist. Abundența și finisarea amănunțită a detaliilor, rafinamentul și sofismul, decorurile compozițiilor caracteristice goticului târziu sunt genial îmbinate cu încadrarea realistă a obiectelor în spațiu, element recunoscut ca aparținând epocii Renașterii.

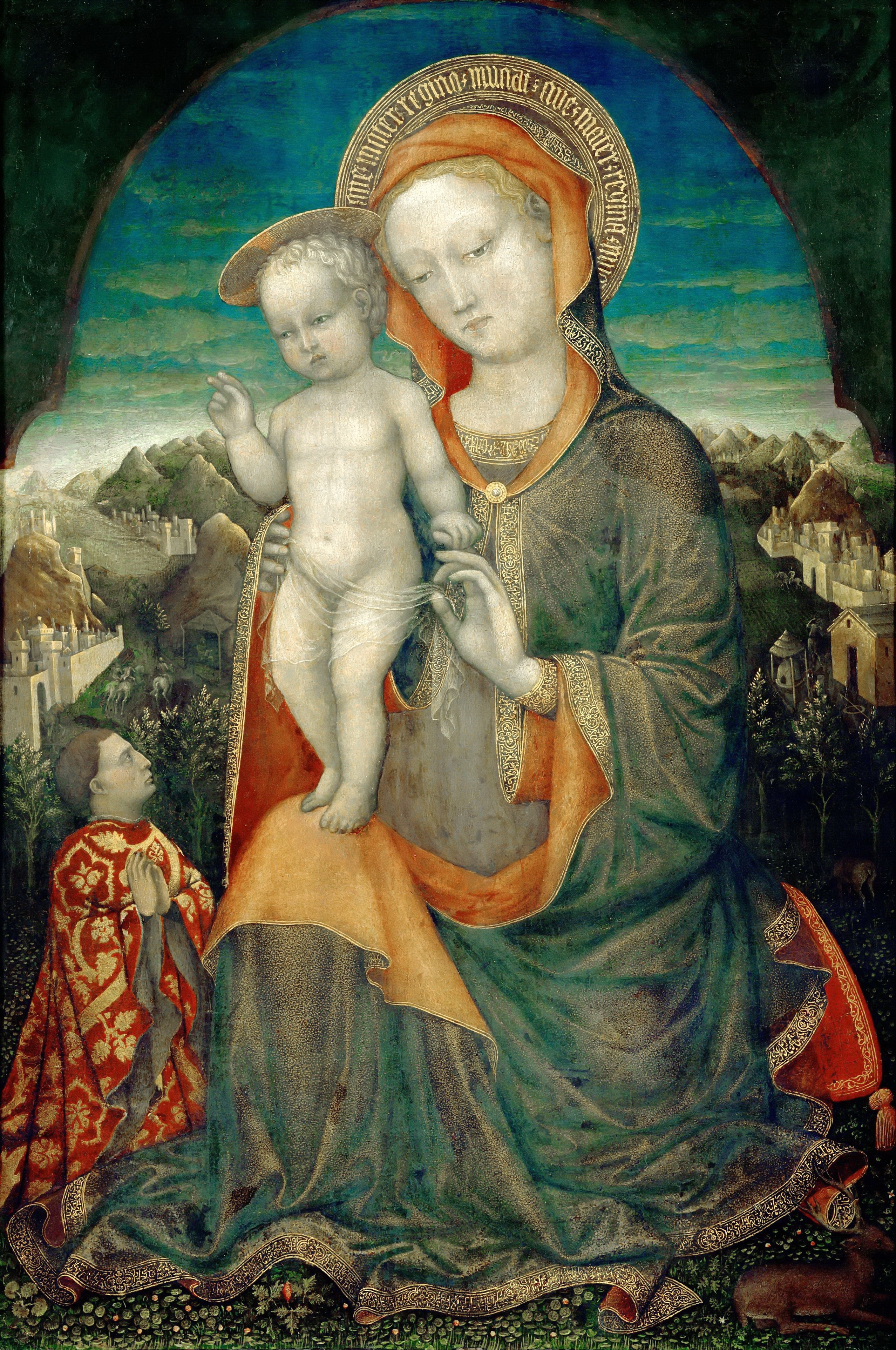
„Madona și Leonello d'Este”, cca. 1440

Publicul larg recunoaște la auzul numelui Jacopo Bellini, patrimoniul grafic al operei sale. Acesta este format din circa 230 de desene și schițe, strânse împreună în cadrul a două albume care sunt, astăzi, păstrate la Luvru și Muzeul Britanic. Aceste desene aduc dovada că Bellini avea tendința de a realiza opere artistice cu puternice elemente realiste. Se poate observa, analizând amănunțit albumele, preponderența unor motive arhitecturale, cum ar fi desenele realizate după construcții civile sau biserici care au o perspectivă realizată corect. Se remarcă, de asemenea, prezența unei mulțimi de scene cu tematică mitologică, fantastice și biblice, printre care se constată primele apariții ale subiectelor specifice genului venețian, cum sunt aspecte din viața orașului în sărbătoare și scene din viața cotidiană.
Jacopo Bellini este recunoscut ca păstrător a tradiției gotice din nordul Italiei, îmbinate cu puternice influențe ale picturii olandeze de la începutul secolului al XV-lea. Aceste caracteristici se pot observa pe lucrarea sa intitulată „Madona și Leonello d'Este”, care este recunoscută a fi una dintre cele mai bune creații ale stilului gotic italian de curte. Pictura a fost realizată, undeva, în jurul anului 1440, atunci când Bellini se afla la Ferrara. Marchizul de Ferrara, Leonello D'Este, duce de Modena și Reggio Emilia, considerat clientul tabloului (ca și donatorului acestuia), este reprezentat în genunchi în fața frumoasei, izolatei și tristei madone. Leonello D'Este este al doilea dintre cei trei copii nelegitimi ai lui Nicolo al III-lea d'Este, pe care acesta i-a avut cu Stella de Tolomei. Leonello D'Este avea să fie moștenitorul oficial al tronului din Ferrara din anul 1441.
Leonello D'Este a fost un conducător filantrop și înțelept, un cavaler nobil și curajos, un poet și colecționar fervent. Contemporanii săi spuneau că Leonello D'Este iubea mai mult înțelepții decât soldații și pacea mai mult ca războiul. Ferrara în perioada când Leonello D'Este a condus-o a fost unul din centrele culturale importante din epoca Renașterii. La curtea regală lucrau o mulțime de oameni de știință, pictori și teoreticieni ai artei. Sub Leonello s-a  s-a construit primul spital din Ferrara și tot atunci s-a terminat construcția catedralei orașului.
Jacopo Bellini este pictorul care a adus la Veneția spiritul și tradiția Renașterii. În timp ce contemporanii săi, Giambono, Jacobello del Fiore și Antonio Vivarini, s-au menținut pe linia stilului icoanelor bizantine, Jacopo Bellini a fost influențat de stilul florentin. Pe lângă maestrul său Gentile da Fabriano, admiră și apreciază pe Andrea del Castagno, Donatello, Paolo Uccello și Fra Filippo Lippi.

## Galerie imagini

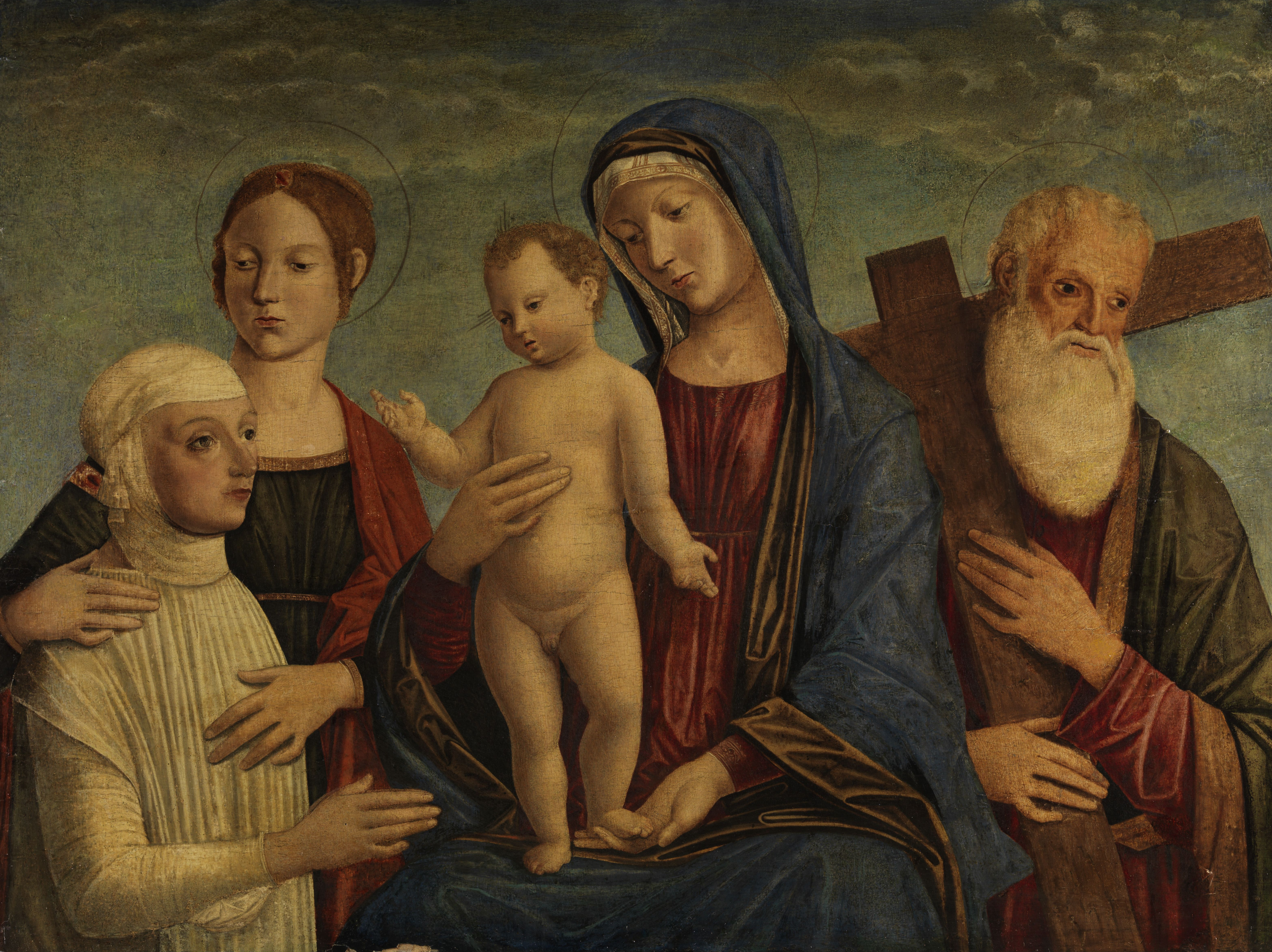
„Madonna cu pruncul şi sfinţi”, sec. XV
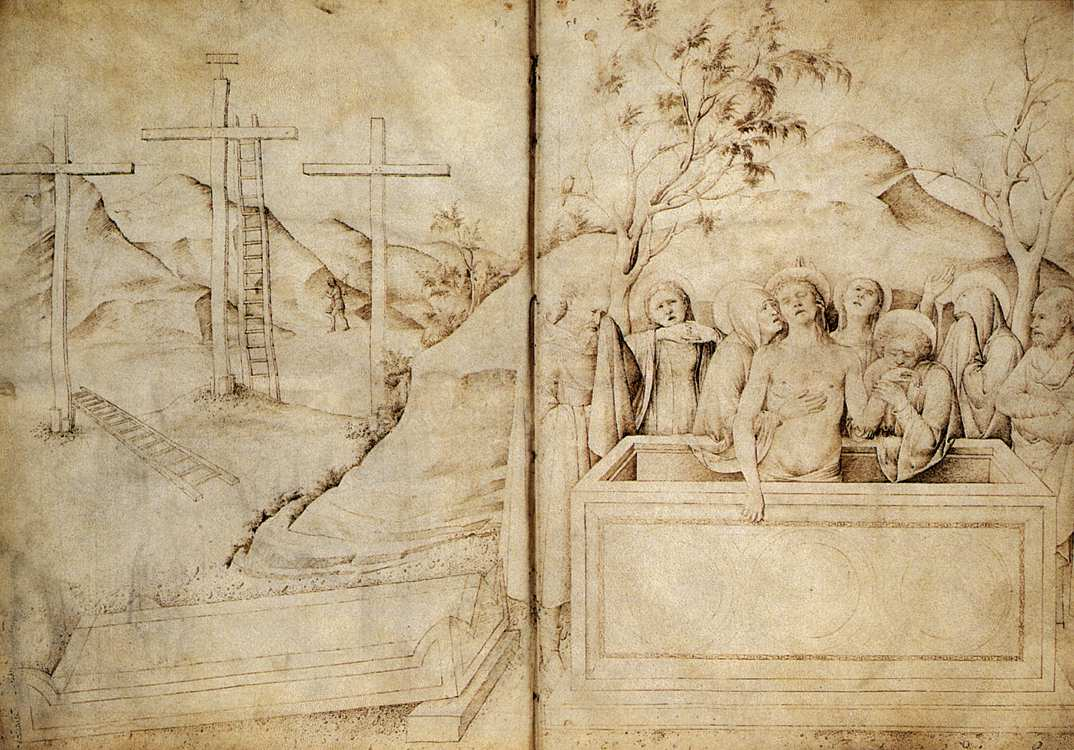
„Jale”
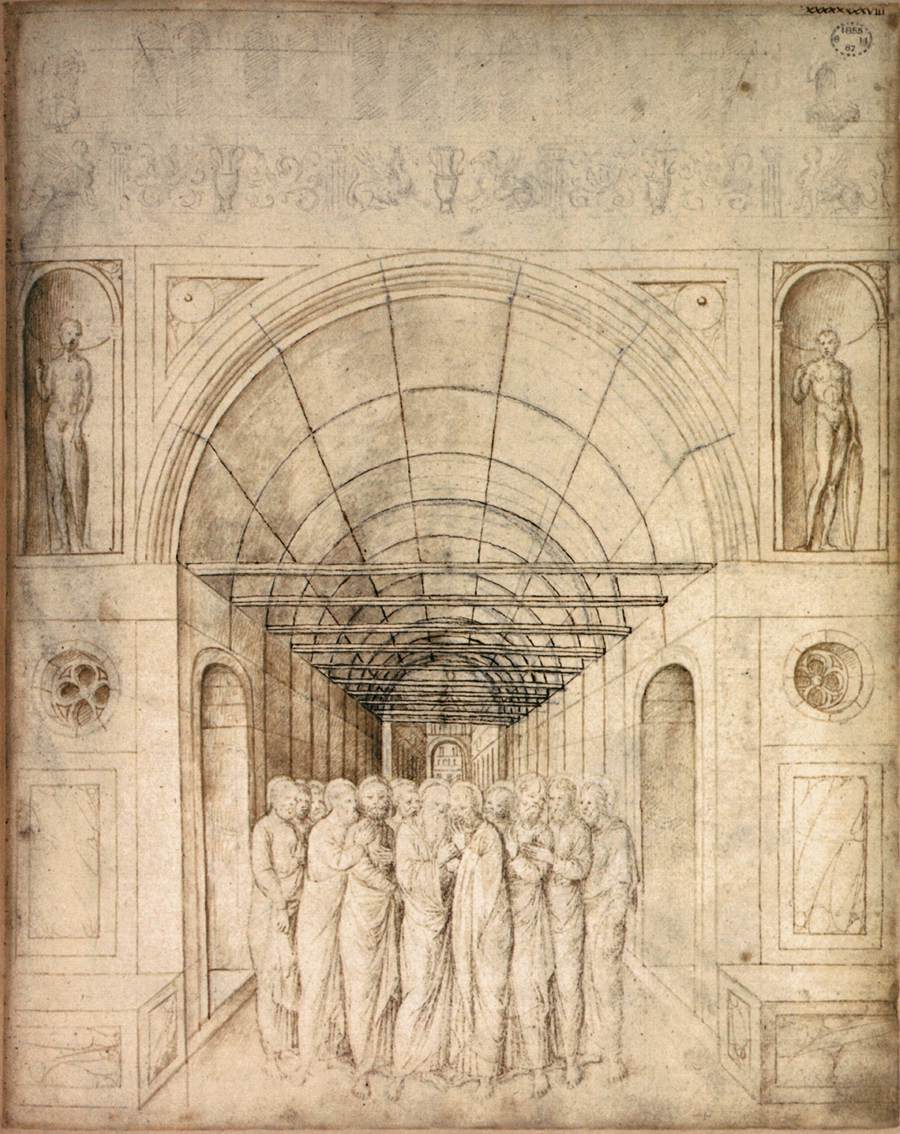
„Cei doisprezece apostoli în Pasajul boltit Barrel”, 1440 - 1470
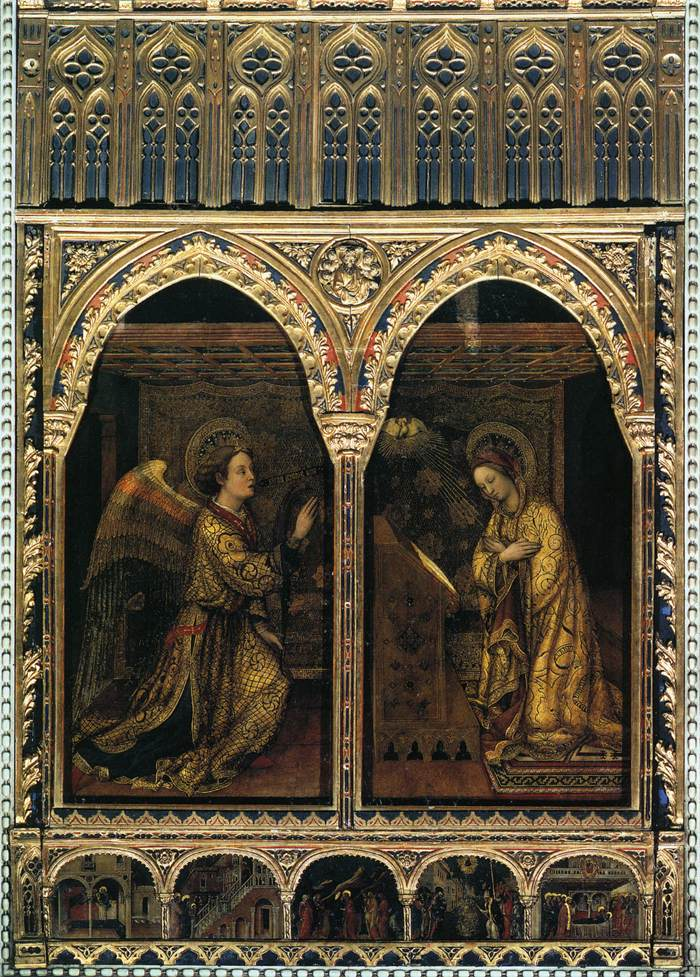
„Buna Vestire”
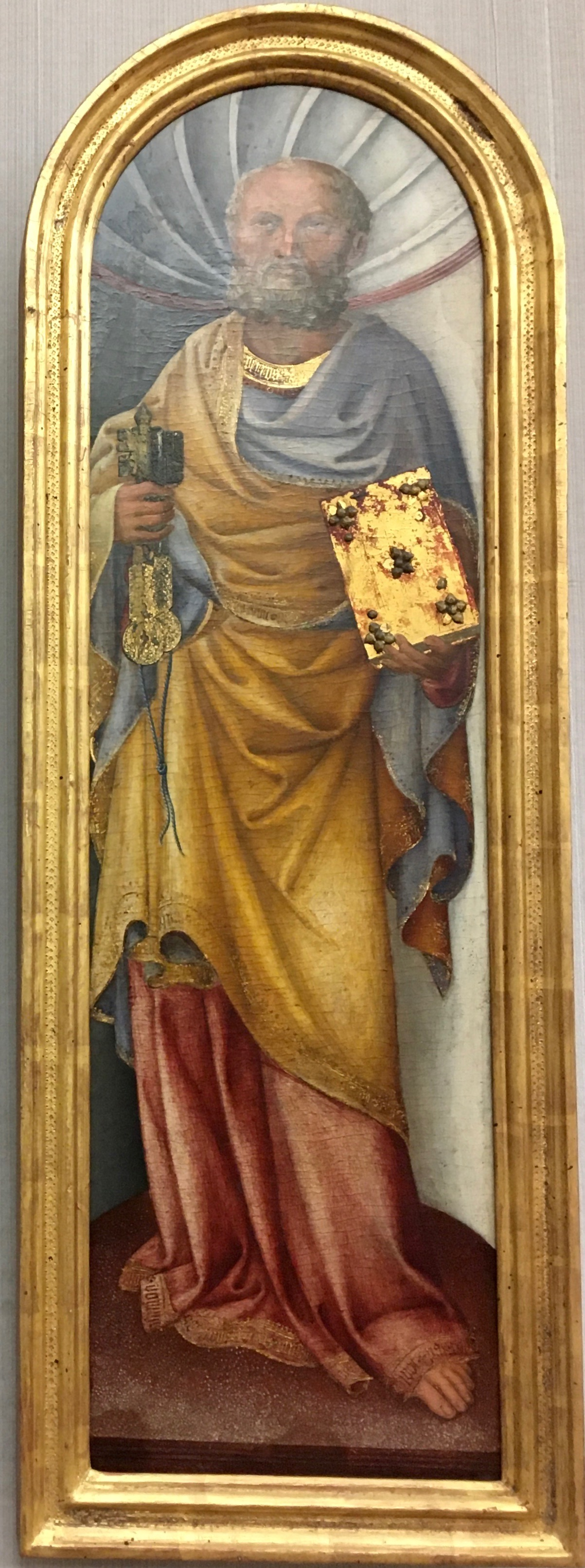
„Sfântul Petru”, 1440 - 1470
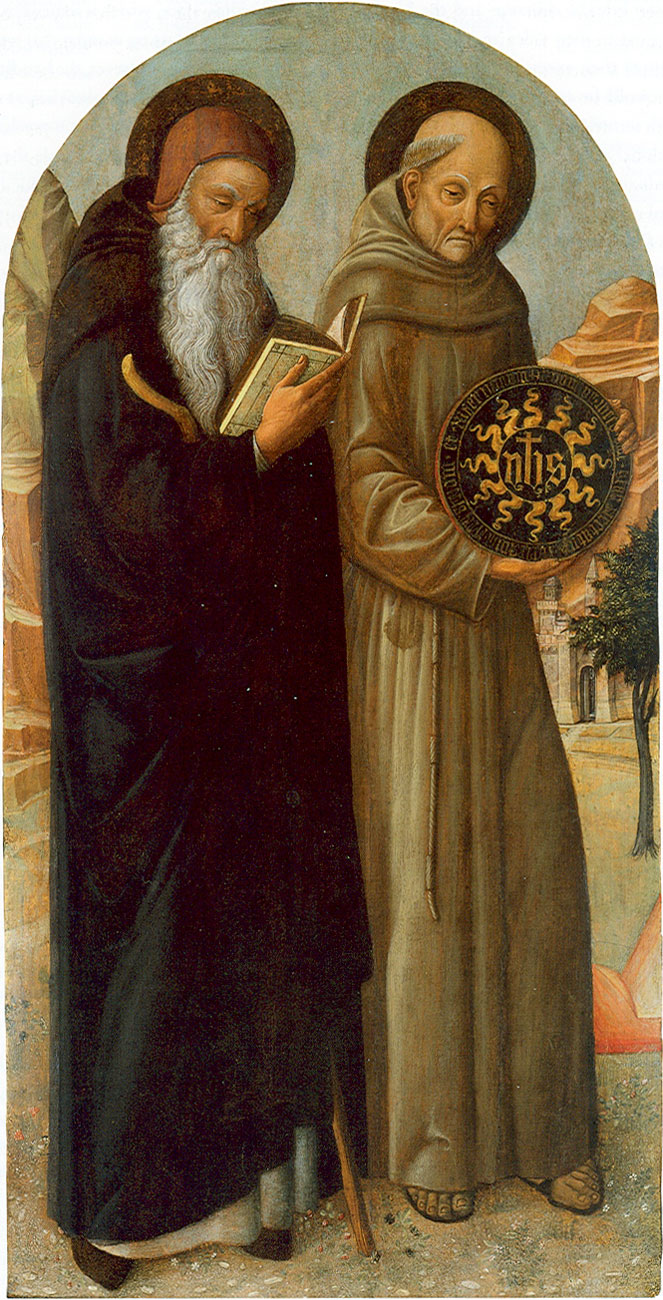
„Sfântul Anton Abbot și Sfântul Bernardino da Siena”, 1455-1460
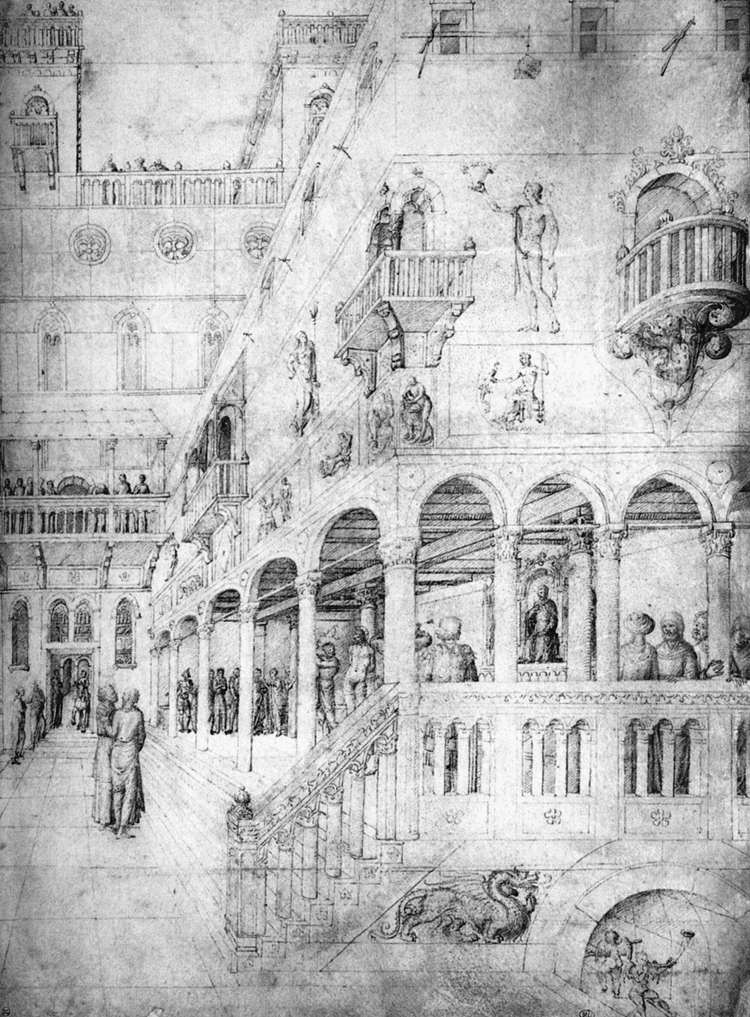
„Flagelare”, cca. 1450
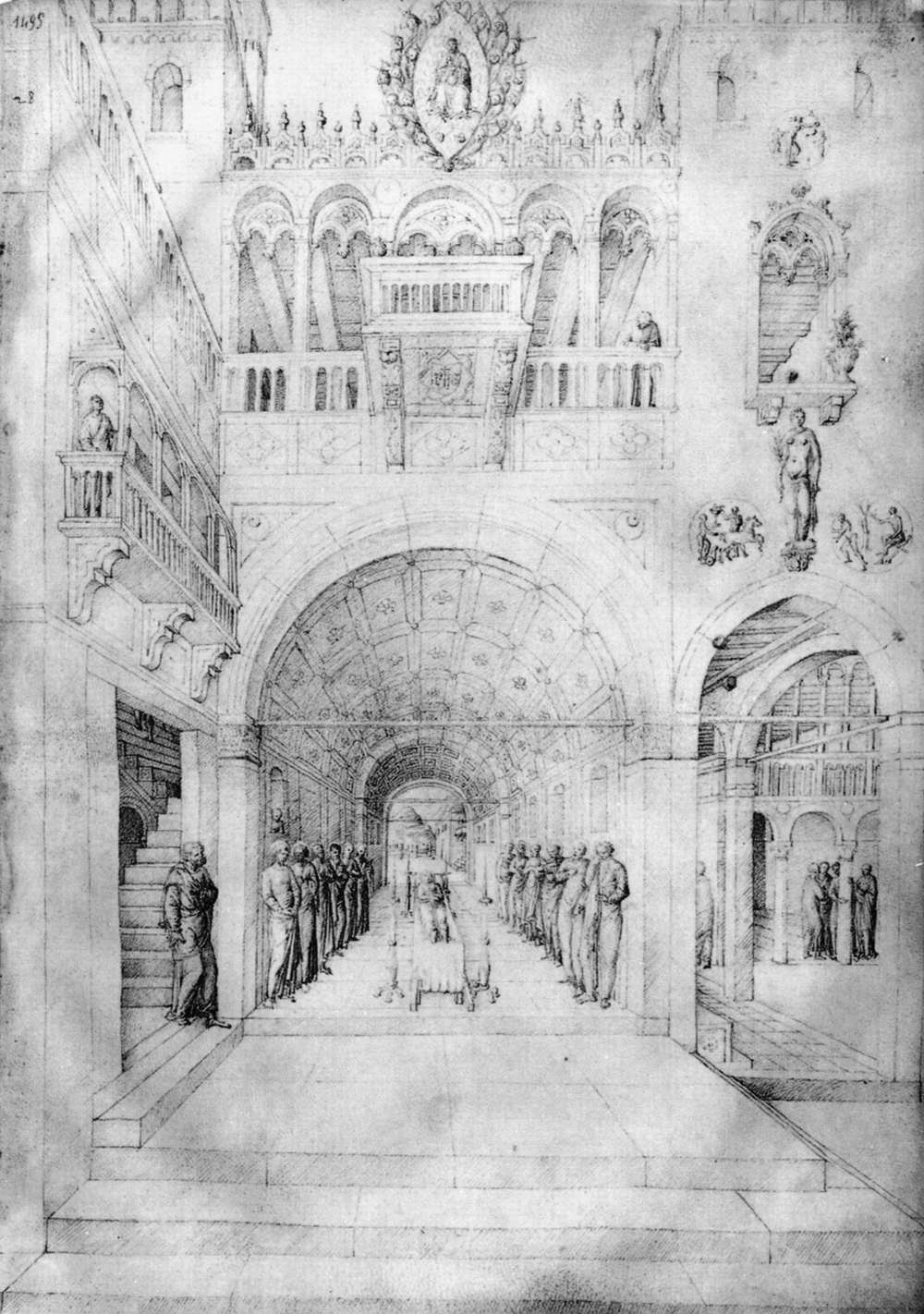
„Adormirea Maicii Domnului”, cca. 1450
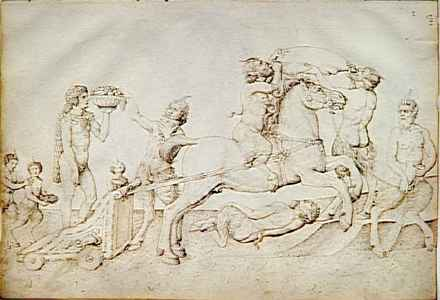
„Carul lui Bachus”, cca. 1450

## Cronologie
- 1396:[2] Se naște la Veneția. Este elev al maestrului Gentile da Fabriano,[3] celebru pictor gotic italian, faimos și peste hotare.
- 1411 - 1412: Locuiește la Foligno[4], unde lucrează cu maestrul său la frescele lui Palazzo Trinci.
- 1423: Îl vedem la Florența, unde admiră lucrările lui Brunelleschi, Donatello, Masaccio.
- 1424: Își deschide atelier la Veneția, unde vor lucra și fiii Gentile și Giovanni. Aici va lucra până la sfârșitul vieții.
- 1436: Execută lucrări de decorare a domului din Verona.
- 1441: Împreună cu Leon Battista Alberti, realizează portretul marchizului de Ferrara.[5]
- 1452: Lucrează la Scuola Grande di San Giovanni Evangelista.
- 1456: Lucrează la Scuola Grande di San Marco.

## Opere
- Bergamo, Accademia Carrara

- Maria și Pruncul (c. 1430)

- Berlin, Galeria de Artă (Gemäldegalerie)

- Evanghelistul Ioan (c. 1430 - 1435)
- Apostolul Petru (c. 1430 - 1435)
- Sfântul Ieronim (c. 1430 - 1435)

- Berlin, Muzeul Kaiser-Friedrich

- Pietà (lucrare distrusă în 1945)

- Brescia, San Alessandro

- Altarul (1441)

- Elveția, colecție privată

- Sfântul Ieronim în pustiu (c. 1420 - 1430)

- Ferrara, Pinacoteca

- Adorația magilor

- Florența, Galleria degli Uffizi

- Maria și Copilul (c. 1450)

- Gazzada,[6] Collezione Cagnola

- Maria și Pruncul (c. 1430 - 1435)

- Los Angeles, County Museum of Art

- Maria și Pruncul (c. 1445)

- Lovere,[7] Galleria dell'Alba Tadini

- Maria și Pruncul (c. 1445)

- Milano, Pinacoteca di Brera

- Maria și Pruncul (1448)

- New York, Brooklyn Museum of Art

- Sfântul Ieronim citind

- New York, Metropolitan Museum of Art

- Maria și Pruncul

- North Mimms,[8] Collection W. Burns

- Maria cu Pruncul și îngerii (c. 1455)

- Padova, Museo Civico

- Iisus la poarta infernului

- Paris, Musée National duLouvre

- Maria cu Pruncul (c. 1440)

- San Diego, Fine Arts Gallery

- Maria și Pruncul

- Veneția, Galleria dell'Accademia

- Maria cu Pruncul și îngerii (c. 1455)

- Veneția, Museo Civico

- Răstignirea lui Hristos (c. 1450)

- Veneția, Museo Correr

- Răstignirea lui Hristos (c. 1450)

- Verona, Museo di Castelvecchio

- Căința sfântului Ieronim
- Răstignirea lui Hristos

- Washington, National Gallery of Art

- Sfântul Antoniu Abbas și Bernhard von Siena (c. 1459 - 1460)
- Chip de copil (c. 1470)